# Laurinho Walch
Laurinho Walch (1993) è un ex giocatore di football americano austriaco, che ha giocato come wide receiver.
Ha militato per i Vienna Vikings e per i Frankfurt Universe e ha fatto parte della nazionale austriaca di football americano.